# Elisabeth Willeboordse
Elisabeth Willeboordse (13 de setembro de 1978) é uma judoca holandesa. 
Foi medalhista olímpica, obtendo um bronze em Judô nos Jogos Olímpicos de Verão de 2008, Pequim. Além de bicampeã europeia em sua categoria em Roterdã 2005 e Viena 2010.